# L’Isle-de-Noé
L’Isle-de-Noé település Franciaországban, Gers megyében. Lakosainak száma 543 fő (2022. január 1.). L’Isle-de-Noé Barran, Estipouy, Lamazère, Mirannes, Montesquiou, Mouchès és Saint-Jean-le-Comtal községekkel határos.

## Népesség
A település népességének változása:
| Lakosok száma | 567  | 564  | 490  | 515  | 531  | 534  | 543  | 550  | 552  | 543  |
|               | 1968 | 1982 | 1990 | 2006 | 2013 | 2015 | 2017 | 2019 | 2020 | 2022 |